# Хансен (Ајдахо)
Хансен (енгл. Hansen) град је у америчкој савезној држави Ајдахо.

## Демографија
По попису из 2010. године број становника је 1.144, што је 174 (17,9%) становника више него 2000. године.
| Група             | 2000.       | 2010.       |
| Белци             | 889 (91,6%) | 925 (80,9%) |
| Афроамериканци    | 3 (0,3%)    | 4 (0,3%)    |
| Азијати           | 3 (0,3%)    | 2 (0,2%)    |
| Хиспаноамериканци | 51 (5,3%)   | 189 (16,5%) |
| Укупно            | 970         | 1.144       |